# Guus Pikkemaat
Guus Pikkemaat (Augustinus Gerard Pikkemaat, Ulft, 27 juli 1929 - Bussum, 19 februari 2018) was een Nederlands historicus, journalist en schrijver.

## Levensloop
Pikkemaat, geboren in een katholiek gezin, studeerde na zijn middelbareschooltijd in Doetinchem geschiedenis aan de Katholieke Universiteit Nijmegen. Daar werd hij eindredacteur van het Nijmeegs Universiteitsblad (NUB), dat hij omvormde tot een meer journalistiek en polemisch blad.
Na in het onderwijs te hebben gestaan, ging hij in 1963 als waarnemend hoofdredacteur en vervolgens in 1965 als zelfstandig hoofdredacteur aan de slag bij De Gooi- en Eemlander en moderniseerde hij het dagblad. Hij bleef tot in 1989 als hoofdredacteur aan het roer.